# 사바나사우루스

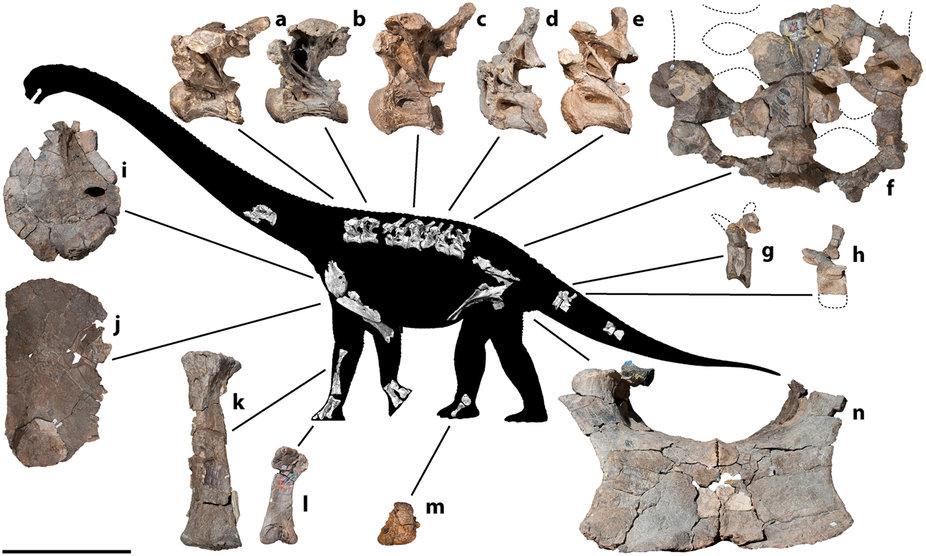

사바나사우루스(Savannasaurus)는 2016년에 호주에서 발견된 신종공룡으로 용각류에 티타노사우루스과에 속하는 공룡이다. 백악기 전기에 호주에서 서식했고 당시의 호주대륙은 남극, 남미, 아프리카와 연결되어 곤드와나 대륙을 이루고 있었다. 이 공룡의 발견으로 공룡이 어떻게 퍼져나갔는지 새 이론을 제시할 수 있을걸로 보인다. 즉 이 공룡의 조상은 남미에서 남극을 거쳐 호주에 들어왔을걸로 추측된다. 학명의 이름은 사바나의 도마뱀이란 뜻이며 몸길이는 15M에 무게는 18톤이 되는 거대공룡으로 크기로는 거대공룡이지만 티타노사우루스과의 공룡에선 중간급에 속하는 공룡이다. 호주에서 새로이 발견된 공룡인만큼 이공룡은 의미가 있는 공룡이다. 이 공룡이 완전히 발굴된 공룡의 발굴터지역이 아프리카의 사바나와 유사한 환경을 지녔기 때문이다.

## 사바나사우루스의 특징
사바나사우루스는 초식공룡으로 주로 나뭇잎의 열매와 잎을 즐겨먹었다. 다른 티타노사우루스과처럼 초식이며 이들은 육식공룡으로부터 자신을 방어하기 위해 때를 지어 몰려다녔고 긴목과 꼬리를 가진것이 특징이다. 또한 커다란 몸집을 통해 자신을 잡아먹는 육식공룡에게 어느 정도는 위협감을 주었으며 이제 막 태어나거나 어린 공룡은 육식공룡에 취약하기에 철저히 보호했을것이다. 또한 가슴부분이 발달했고 두꺼운 4개의 다리를 가진것도 이공룡의 특징이라고 할 수 있다.

## 사바나사우루스를 발견한것에 대한 의의
이 공룡의 발견으로서 그동안 공룡이 어떻게 다른지역으로 퍼졌는지 확인할 수 있는 귀중한 자료가 됐으며 그동안 호주의 공룡은 아시아에서 퍼졌을거란 생각이 대다수를 차지했지만 이공룡의 발견으로 인해 그동안 아시아에서 살았던 공룡이 남쪽으로 펴졌다는 대다수의 학자에 대한 견해를 깨고 새로운 사실을 알게해주는 귀중한 공룡이 되었을거라 생각된다. 그만큼 이공룡의 발견은 공룡의 연구와 발굴에 있어서 좋은 의의를 가진다.